# Andapa (district)
Andapa is een district van Madagaskar in de regio Sava. Het district telt 179.918 inwoners (2011) en heeft een oppervlakte van 4.444 km², verdeeld over 17 gemeentes. De hoofdplaats is Andapa.